# Брагім Тіам
Брагім Тіам (фр. Brahim Thiam; 24 лютого 1974, Бобіньї, Франція) — колишній малійський футболіст, що виступав на позиціях захисника або опорного півзахисника. Відомий своїми виступами за французькі клуби і національну збірну Малі.

## Клубна кар'єра
Тіам є вихованцем французького футбольного клуба «Монпельє», за молодіжну команду якого виступав протягом 1991-1994 років. В 1997 році транзитом через кілька інших маловідомих французьких клубів перебрався до іспанського «Леванте», що на той час виступав у Сегунді, де зумів стати основним гравцем. Звідти за рік на правах вільного агента перейшов до «Малаги». За підсумками сезону «Малага» посіла перше місце у другому дивізіоні, отримавши право виступати у Прімері. Втім сам Тіам влітку 1999 року повернувся до Франції, де як вільний агент підписав контракт із клубом «Ред Стар». Після двох років виступів за парижан, Брагім залишив клуб, коли той опустився до четвертого французького дивізіону. В липні 2001 року він став гравцем клубу Ліги 2 «Істр». В «Істрі» Тіам закріпився в основному складі команди і допоміг їй за підсумками сезону 2003-2004 отримати підвищення у класі. У тому ж сезоні за продемонстровану гру Тіам був включений до символічної збірної Ліги 2. Втім «Істр» не зумів закріпитися в елітному дивізіоні, вже за рік вилетівши назад до Ліги 2. Виступи малійця привернули увагу клубу «Кан», до якого він приєднався в липні 2005 року. Всього за «Істр» Тіам провів 110 матчів, що дозволяє йому увійти до топ-10 гравців з найбільшим числом матчів в історії клубу. Також Тіам є рекордсменом «Істра» за числом отриманих жовтих і червоних карток впродовж виступів за клуб (26 попереджень і 6 вилучень). У складі «Кана» захисник провів три з половиною роки, завоювавши серебро другого дивізіону в сезоні 2006-2007. У січні 2009 року перебрався до клубу «Реймс». 17 квітня 2009 року забив переможний гол у на 90-ій хвилині матчу проти команди «Нім», який завершився із рахунком 2:1. В сезоні 2009-2010 майже не грав, провівши лише один поєдинок в Кубку французької ліги. Після завершення сезону оголосив про завершення професійної кар'єри. 

## Міжнародна кар'єра
На молодіжному рівні викликався до збірної Франції. В 1993 році у складі збірної U-21 завоював срібло на Турнірі Тулона, де французи у фіналі мінімально поступилися англійцям. В 2001 році отримав виклик до збірної Малі. Разом зі збірною брав участь у Кубку африканських націй 2004 року, де малійці посіли четверте місце.

## Футбольні досягнення
У складі клубу: 
- Срібний призер Ліги 2 (1):  2006-2007

У складі збірної: 
- 4-те місце на Кубку африканських націй 2004 року .